# یولیا خیتریا
یولیا خیتریا (بلاروسی: Юлія Пятроўна Хітрая؛ زادهٔ ۱۱ سپتامبر ۱۹۸۹) ورزشکار ورزش شنا اهل بلاروس است.
وی در مسابقات کشوری و بین‌المللی در مجموع برندهٔ ۱ مدال نقره و ۱ مدال برنز شده‌است.